# اوگیبنویه
اوگیبنویه (انگلیسی: Ogibnoye) یک شهرک در بخش چرمنیانسکی استان بلگورود کشور روسیه است.